# Marco Friedrich
Marco Friedrich (Köflach, 16 febbraio 1998) è un ex ciclista su strada austriaco, attivo a livello UCI dal 2017 al 2023. Nel 2020 è stato selezionato in Nazionale Elite per la prova in linea dei mondiali di Imola 2020.

## Palmarès

### Altri successi
- 2017 (WSA-Greenlife)

Classifica scalatori Gemenc Grand Prix

## Piazzamenti

### Competizioni mondiali
- Campionati del mondo

Richmond 2015 - In linea Junior: 55º
Doha 2016 - Cronometro Junior: 54º
Doha 2016 - In linea Junior: ritirato
Imola 2020 - In linea Elite: ritirato

### Competizioni europee
- Campionati europei

Plumelec 2016 - Cronometro Junior: 15º
Plumelec 2016 - In linea Junior: 22º
Herning 2017 - In linea Under-23: 57º
Plouay 2020 - In linea Under-23: 45º